# Trentino Basket Cup
Il Trentino Basket Cup, conosciuto anche come Torneo Internazionale di Trento, è un torneo internazionale di pallacanestro maschile per Nazioni, che si svolge annualmente nella città di Trento.

## Storia
Presenza fissa nel programma di preparazione estiva della Nazionale italiana quando questa la effettua a Folgaria, la manifestazione ebbe un piccolo anticipo nel 2009, quando fu organizzato il Torneo "Trentino Cup", con le stesse modalità di quello attuale.
Nato nel 2012, si svolge con regole FIBA, e deve la sua importanza al fatto che si svolge nella prima parte della fase di preparazione delle nazionali ai grandi eventi della pallacanestro europea e mondiale. Di solito, per la Nazionale italiana, rappresenta il primo impegno ufficiale dall'inizio della preparazione estiva.
Fino all'edizione del 2015, il torneo si è articolato su tre giornate di gare, con un Girone di sola andata. Nelle ultime due edizioni, si è svolto in sole due giornate, con il meccanismo di semifinali/finali.

## Albo d'oro
Trentino Cup
| Edizione | Sede       | 1º posto | 2º posto | 3º posto      |
| -------- | ---------- | -------- | -------- | ------------- |
| 2009     | PalaTrento | Italia   | Canada   | Nuova Zelanda |

Trentino Basket Cup
| Edizione | Sede       | 1º posto | 2º posto       | 3º posto    |
| -------- | ---------- | -------- | -------------- | ----------- |
| 2012     | PalaTrento | Italia   | Montenegro     | Finlandia   |
| 2013     | PalaTrento | Italia   | Israele        | Polonia     |
| 2014     | PalaTrento | Italia   | Germania       | Paesi Bassi |
| 2015     | PalaTrento | Germania | Italia         | Austria     |
| 2016     | PalaTrento | Italia   | Cina           | Turchia     |
| 2017     | PalaTrento | Italia   | Paesi Bassi    | Bielorussia |
| 2019     | PalaTrento | Italia   | Costa d'Avorio | Svizzera    |
| 2023     | PalaTrento | Italia   | Cina           | Turchia     |
| 2024     | PalaTrento | Italia   | Georgia        |             |
| 2025     | PalaTrento | Italia   | Senegal        | Polonia     |